# Confeitaria Las Violetas

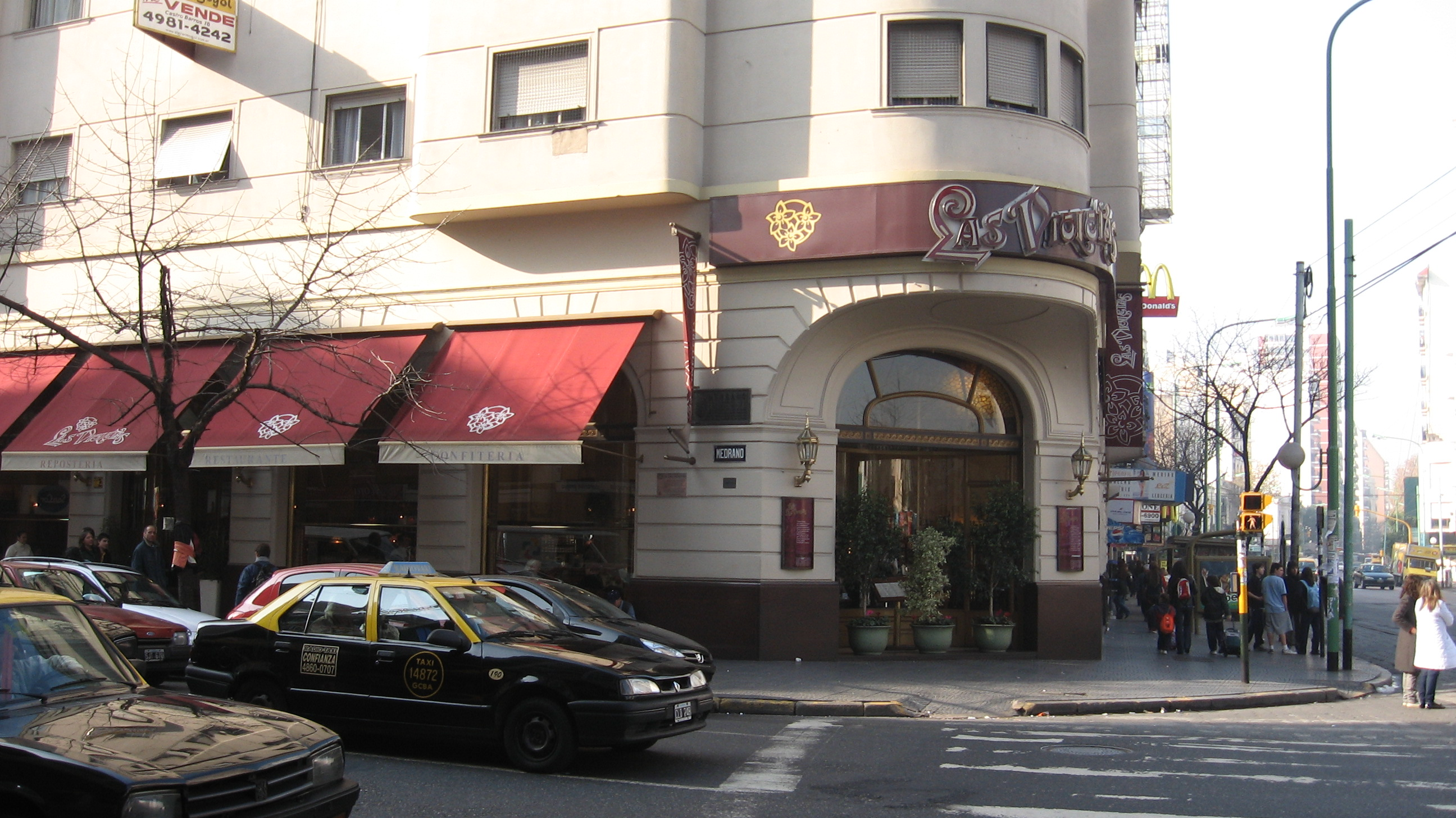
Las Violetas.

A Confeitaria Las Violetas é um tradicional bar, restaurante e confeitaria localizado na esquina en que se cruzam as avenidas Rivadavia e Medrano, no bairro de Almagro, na Cidade de Buenos Aires.

## Bar notável
Este bar pertence ao seleto grupo de "Bares Notáveis" da Cidade de Buenos Aires, este grupo tem como principal característica o ser os bares mais representativos da cidade e estarem oficialmente apoiados por programas oficiais do Governo da Cidade de Buenos Aires.

## História
Foi inaugurada em 21 de setembro de 1884 e posteriormente remodelada na década de 1920, trazendo vidrarias e portas de vidros curvos, vitrais franceses e pisos de mármore italiano.
As Avós da Praça de Maio apenas reuniam-se ali, clandestinamente, simulando festejar algum aniversário, para buscar formas de recuperar os seus netos seqüestrados e desaparecidos, durante a ditadura militar autodenominada Processo de Reorganização Nacional (1976-1983). 
Em 1998 foi declarada Sítio de interesse cultural pela Legislatura da Cidade de Buenos Aires. Vários anos antes sua restauração, durante o ano 2001, o lugar permaneceu fechado e semi-abandonado.

## Restauração
As obras de restauração, que começaram em janeiro de 2001 e terminaram em junho do mesmo ano, compreendeu o revestimento em madeira do lugar, as aranhas, colunas e céu raso. O piso do lugar foi irrecuperável, pelo tanto, se mandou a construir outro respeitando tamanho, forma e cores originais. A fachada foi conservada em sua totalidade mantendo-se seus mármores originais. Os trabalhos de restauração levaram uns seis meses de tarefas de investigação e tramitações municipais na área de patrimônio histórico.
Também se incorporaram sanitários para deficientes.

## Ligações Externas
- Sítio de "Las Violetas"
- 120 Aniversário.
- Declaración de Sítio de interesse cultural.
- História.